# Panna, polvere e vertigine
Panna, polvere e vertigine è il secondo album del gruppo art-rock italiano Il Maniscalco Maldestro, pubblicato nel 2009.

## Tracce
1. La mia vita in ozio
2. Atavica fame
3. Sorridi al muro
4. Piede scalzo
5. Ogni giorno
6. Filastrocca sciocca
7. Niente io comprendo
8. La mia festa
9. A volte i sogni
10. Febbrile rimpianto
11. La mia casa esangue
12. Sorridi al muro (estesa)